# TIMED
TIMED (acrónimo de Thermosphere Ionosphere Mesosphere Energetics and Dynamics) es un satélite artificial de la NASA dedicado al estudio de la ionosfera y termosfera terrestres. Fue lanzado el 7 de diciembre de 2001 desde la Base Aérea de Vandenberg mediante un cohete Delta.

## Objetivos
La misión de TIMED era la de investigar los procesos físicos y químicos que tienen lugar en las capas más altas de la atmósfera, a alturas de entre 60 y 180 km, una zona de difícil estudio debido a que está demasiado alta como para ser estudiada mediante globos y demasiado baja como para ser estudiada eficientemente con satélites.

## Características
El satélite llevaba cuatro experimentos:
- SEE (Solar EUV Experiment, Experimento de Ultravioletas Extremos Solares)
- TIDI (TIMED Doppler Interferometer, Interferómetro Doppler de TIMED)
- GUVI (Global Ultraviolet Imager, Cámara Ultravioleta Global)
- SABER (Sounding of the Atmosphere using Broadband Emission Radiometry, Sondeo de la Atmósfera mediante Radiometría de Emisión de Banda Ancha)

La masa total del satélite es de 660 kg.